# Terpsichore pichinchensis
Terpsichore pichinchensis là một loài dương xỉ trong họ Polypodiaceae. Loài này được A.R.Sm. mô tả khoa học đầu tiên năm 1993.
Danh pháp khoa học của loài này chưa được làm sáng tỏ. 